# Otto II. (Pommern)
Otto II. (* um 1380; † 27. März 1428) war ein Herzog von Pommern-Stettin aus dem Greifenhaus.

## Leben und Leistungen
Otto II. war der älteste Sohn von Herzog Swantibor I. (III.), der im pommerschen Teilherzogtum Pommern-Stettin herrschte, und seiner Gemahlin Anna von Hohenzollern. 
Als Otto etwa 20 Jahre alt war, versuchte sein Vater, ihn zum Erzbischof von Riga zu machen; dies gegen den Willen des Deutschen Ordens, der Johannes von Wallenrode als Erzbischof unterstützte. Otto wurde zwar 1394 durch König Wenzel bestätigt und begab sich 1396 nach Dorpat, wo er ein Bündnis mit Großfürst Witold von Litauen schloss. In den folgenden Jahren setzte sich jedoch der Deutsche Orden durch, Otto kehrte nach Pommern zurück und die Episode blieb für ihn folgenlos. 
Herzog Swantibor, Ottos Vater, war seit 1409 Statthalter der Mittelmark, eines Teils der Mark Brandenburg. Als Friedrich VI. von Nürnberg, später als Kurfürst von Brandenburg Friedrich I., von König Sigismund zum Obersten Hauptmann und Verwalter der Marken ernannt wurde, Swantibor aber an seinem Amt als Statthalter der Mittelmark festhielt, kam es zu kriegerischen Auseinandersetzungen zwischen beiden Seiten. Herzog Swantibor selbst zog sich 1412 zurück und überließ die Regierung seinen Söhnen Otto II. und Kasimir V. (VI.). In der Schlacht am Kremmer Damm (1412) kämpften Otto II. und sein Bruder Kasimir V. persönlich gegen Brandenburg. Am 21. Juni 1413 starb Herzog Swantibor III.; Otto II. und sein Bruder Kasimir V. übernahmen gemeinsam die Herrschaft in Pommern-Stettin. Die Kämpfe mit Brandenburg gingen weiter. 1415 erwirkte Friedrich bei König Sigismund die Reichsacht gegen Otto II. und Kasimir V. 
Am 16. Dezember 1415 schlossen Otto II. und Kasimir V. in Eberswalde einen Frieden mit Friedrich I. von Brandenburg. Gegen eine Geldentschädigung verzichteten sie auf die Uckermark, auf Boitzenburg und auf Zehdenick. Dennoch setzten sich in den folgenden Jahren die Kämpfe mit Brandenburg mit wechselhaftem Ausgang fort. Otto II. gelang 1419 die Eroberung der Stadt Prenzlau, erlitt aber 1420 in Angermünde eine vernichtende Niederlage, in deren Folge er auch Prenzlau wieder verlor. 1425 gelang Otto II. und Kasimir V. durch Überrumpelung erneut die Einnahme von Prenzlau, das sie aber bereits 1426 wieder verloren. 
Die Reichsunmittelbarkeit Pommerns wurde durch Brandenburg in Frage gestellt. Zunächst konnte Otto II. bei König Sigismund 1417 nur eine Belehnung erhalten, die vorbehaltlich der Rechte Brandenburgs erfolgte. Jedoch konnte Ottos Bruder Kasimir V. 1424 vom späteren Kaiser eine uneingeschränkte Belehnung erwirken. 
1426 legte Friedrich I. die Herrschaft in Brandenburg zu Gunsten seines ältesten Sohnes Johann nieder. Mit diesem versöhnten sich die Herzöge Otto II. und Kasimir V. Sie schlossen 1426 einen Frieden, der am 16. Juni 1427 in Templin durch ein Landfriedensbündnis sämtlicher pommerscher Herzöge mit Markgraf Johann von Brandenburg ergänzt wurde. 
Otto II. starb am 27. März 1428. Sein Bruder Kasimir V. setzte die Herrschaft über Pommern-Stettin allein fort.

## Familie
Otto II. war verheiratet mit Agnes von Mecklenburg, Tochter von Herzog Johann II. von Mecklenburg-Stargard. Sie hatten keine Kinder.
Gelegentlich wird eine angebliche frühere Ehe Ottos mit einer Tochter des Großfürsten von Litauen genannt. Nach der Einschätzung des Historikers Martin Wehrmann handelt es sich dabei „wohl um ein Gerücht“, das anlässlich Ottos Bündnis mit Großfürst Witold von Litauen entstanden war.